# Squadra portoricana di Coppa Davis
La squadra portoricana di Coppa Davis rappresenta l'arcipelago di Porto Rico nella Coppa Davis, ed è posta sotto l'egida della Asociación de Tenis de Puerto Rico.
La squadra esordì nella competizione competizione nel 1992, e non ha mai fatto parte del Gruppo Mondiale. Attualmente è inclusa nel Gruppo II della zona Americana.

## Organico 2013
Vengono di seguito illustrati i convocati per ogni singolo turno della Coppa Davis 2013. A sinistra dei nomi la nazione affrontata e il risultato finale. Fra parentesi accanto ai nomi, il ranking del giocatore nel momento della disputa degli incontri (la "d" indica che il ranking corrisponde alla specialità del doppio).
| Gruppo II - Primo turno | Gruppo II - Primo turno                                                            |
| Messico (1-4)           | Alex Llompart (1041) Christian Garay (fr*) Edgar Díaz (fr*) Gilberto Álvarez (fr*) |
| ----------------------- | ---------------------------------------------------------------------------------- |

| Gruppo II - Playoff | Gruppo II - Playoff                                               |
| Barbados (1-3)      | Alex Llompart (1006) Christian Garay (fr*) Gilberto Álvarez (fr*) |
| ------------------- | ----------------------------------------------------------------- |

- fr = Fuori Ranking